# 912

## Починали
- 11 май – Лъв VI Философ, византийски император